# Институт химии поверхности имени А. А. Чуйко НАН Украины
Институт химии поверхности им. А. А. Чуйко (укр. Інститут хімії поверхні ім. О. О. Чуйка) — научно-исследовательский институт Национальной академии наук Украины, который специализируется на изучении фундаментальных и прикладных проблем химии, физики и технологии поверхности твёрдого тела.
Находится в Святошинском районе Киева.

## История
Институт химии поверхности АН УССР был создан 8 мая 1986 года на основе отделения химии поверхности (два научных отдела и специальное конструкторско-технологическое бюро) института физической химии им. Л. В. Писаржевского АН УССР.
Основателем и первым директором института в 1986—2006 годы являлся профессор, академик НАН Украины А. А. Чуйко.
Институт выпускает научный журнал «Химия, физика и технология поверхности».
В начале 2000-х институт разработал и представил новое вещество-сорбент — «силикс».
По состоянию на начало 2008 года, институт имел возможность разрабатывать и производить:
- радиопоглощающие материалы «Цепор» и «П-МТ»[2]
- прочные радиопрозрачные укрытия для стационарных и корабельных антенных комплексов[2]
- продукцию гражданского назначения